# Ötszáz forintos bankjegy
Az 500 HUF, 500 forint vagy ötszázforint névértékű bankjegy a kétszázas bankjegy 2009-es kivonása óta a legkisebb forgalomban lévő forintbankjegy. Az előoldalán található portré II. Rákóczi Ferencet ábrázolja, a hátoldalán pedig a Sárospataki vár található.A bankjegy az előtte forgalomban lévő, megegyező névértékű, 1999. augusztus 31-én kivont bankjegyet helyettesítette, amelyen Ady Endre és Budapest látképe volt látható. A jelenleg használt fajta az először 2018-ban nyomtattot, ezen kívül ezelőtt további három ugyanolyan, csak színében eltérő bankjegy volt használatban, egy darab 2006-os emlékbankjegy mellett, ám ezeket 2019. október 31-ével kivonták a forgalomból.

## Minták[1][2][3][4][5][6][7]
A kiadott minták közül a 2006-ban kiadott az 1956-os forradalom 50. évfordulójára készült, és 15 millió darabot nyomtattak belőle.
| Képek         | Képek  | Adatok      | Adatok             | Adatok                          | Dátumok                      | Dátumok            | Dátumok        |
| Előlap        | Hátlap | Méretek     | Előlap             | Hátlap                          | Nyomtatási évek              | Forgalomba kerülés | Kivonás        |
| ------------- | ------ | ----------- | ------------------ | ------------------------------- | ---------------------------- | ------------------ | -------------- |
|               |        | 154 × 70 mm | Ady Endre          | Budapest látképe                | 1969, 1975, 1980             |                    | 1999. aug. 31. |
|               |        | 154 × 70 mm | Ady Endre          | Budapest látképe                | 1990                         | 1992. ápr. 6.      | 1999. aug. 31. |
|               |        | 154 × 70 mm | II. Rákóczi Ferenc | Sárospataki vár                 | 1998                         | 1998. dec. 1.      | 2019. okt. 31. |
|               |        | 154 × 70 mm | II. Rákóczi Ferenc | Sárospataki vár                 | 2001-2008, 2010              | 2001. febr. 1.     | 2019. okt. 31. |
|               |        | 154 × 70 mm | II. Rákóczi Ferenc | Sárospataki vár                 | 2007, 2008, 2010, 2011, 2013 | 2009. ápr. 15.     | 2019. okt. 31. |
|               |        | 154 × 70 mm | II. Rákóczi Ferenc | Sárospataki vár                 | 2018                         | 2019. febr. 1.     | Forgalomban    |
| Emlékbankjegy |        |             |                    |                                 |                              |                    |                |
|               |        | 154 × 70 mm | II. Rákóczi Ferenc | Országház, lyukas magyar zászló | 2006                         | 2006. okt. 20.     | 2019. okt. 31. |

## Nyomtatott darabszámok[6][7]
A nyomtatott darabszámok csak a 2006 óta forgalomba bocsátott darabokhoz elérhető, ezek közül 2018-ban nyomtattak a legtöbbet, 110 000 000 darabot.
| Év   | Millió darab |
| ---- | ------------ |
| 2006 | 15           |
| 2007 | 20           |
| 2008 | 20           |
| 2010 | 50           |
| 2011 | 30           |
| 2013 | 40           |
| 2018 | 110          |

A forgalomban lévő ötszáz forintosok száma (január 1.):